# Andriej Zubariew
Andriej Siergiejewicz Zubariew, ros. Андрей Сергеевич Зубарев (ur. 3 marca 1987 w Ufie) – rosyjski hokeista, reprezentant Rosji, olimpijczyk.

## Kariera
- Saławat Jułajew Ufa (2003-2005)
- Ak Bars Kazań (2005-2008)
- Atłant Mytiszczi (2008-2010)
- Chicago Wolves (2010)
- Atlanta Thrashers (2011)
- Atłant Mytiszczi (2011-2012)
- Saławat Jułajew Ufa (2012-2015)
- SKA Sankt Petersburg (2015-2020)
- Spartak Moskwa (2020-)

Od maja 2015 zawodnik SKA Sankt Petersburg. W czerwcu 2018 przedłużył kontrakt z tym klubem o dwa lata. Pod koniec maja 2020 przeszedł do Spartaka Moskwa.
W barwach Rosji uczestniczył w turnieju mistrzostw świata w 2014. W ramach ekipy olimpijskich sportowców z Rosji brał udział w turnieju zimowych igrzysk olimpijskich 2018.

## Sukcesy
Reprezentacyjne
- Złoty medal mistrzostw świata: 2014
- Złoty medal zimowych igrzysk olimpijskich: 2018

Klubowe
- Złoty medal mistrzostw Rosji: 2006 z Ak Barsem Kazań, 2017 ze SKA
- Puchar Kontynentalny: 2008 z Ak Barsem Kazań
- Srebrny medal mistrzostw Rosji1: 2014 z Saławatem Jułajew Ufa
- Puchar Gagarina – mistrzostwo KHL: 2017 ze SKA
- Puchar Kontynentu: 2018 ze SKA
- Brązowy medal mistrzostw Rosji: 2018, 2019 ze SKA

Indywidualne
- KHL (2008/2009):
  - Piąte miejsce w klasyfikacji strzelców wśród obrońców w fazie play-off: 2 gole
- Karjala Cup 2013:
  - Najlepszy obrońca turnieju
  - Skład gwiazd turnieju
- KHL (2013/2014):
  - Mecz Gwiazd KHL[4]

Wyróżnienie
- Zasłużony Mistrz Sportu Rosji w hokeju na lodzie (2014)

Odznaczenia
- Order Honoru (2014)[5]
- Order Przyjaźni (27 lutego 2018)[6]